# Тарденуазька культура
Тарденуазька культура — археологічна культура часів пізнього мезоліту, 7 — 4 тисячоліття до нашої ери, одночасна з пізнім етапом свідерської культури, поширеної в лісовій смузі. 

## Назва
Назва «Тарденуазька культура» походить від стоянок в околицях містечка фр. La Fere-en-Tardenois (північна Франція). 

## Поширення
Тарденуазька культура поширена в Західній і Центральній Європі.
В Україні в Нижньому Придністров'ї (Гребениківська стоянка), Дніпровому Надпоріжжі (Кізлевий острів), Криму (Мурзак-Коба, Фатьма-Коба, Шан-Коба) і Північному Кавказі. 

## Господарство
Стоянки Тарденуазької культури, розташовані переважно на піскових надмах (у Криму — в печерах), належали групам людності, які займалися мисливством, рибальством і збиральництвом. 

## Вироби
Для Тарденуазької культури характеристичні мікролітичні кам'яні вироби геометричних форм, вживані як вкладні до кістяних і дерев'яних знарядь (гарпунів, наконечників списів, ножів). 

## Суспільний лад
Суспільний устрій — матріархально-родовий лад.
| Атерійський наконечник | Це незавершена стаття з археології. Ви можете допомогти проєкту, виправивши або дописавши її. |